# Wayne County Building
El Wayne County Building es un edificio monumental ubicado en el 600 Randolph Street en el Downtown de la ciudad de Detroit, en el estado de Míchigan. Anteriormente albergaba los tribunales y las oficinas administrativas del condado de Wayne, hoy ubicadas en el Guardian Building en 500 Griswold Street. Fue incluido en el Registro Nacional de Lugares Históricos en 1975. Se completó en 1902.

## Historia
El edificio fue diseñado por los arquitectos John y Arthur Scott. Construido entre 1897 y 1902.
En 1986, Quinn Evans Architects y Smith, Hinchman & Grylls llevaron a cabo una renovación.

### sigloXX
En 2009 el condado trasladó sus oficinas al Guardian Building, y hoy el Wayne County Building tiene un uso comercial.
En julio de 2014, la Comisión del Condado de Wayne aprobó la venta del edificio junto a un grupo de inversión de Nueva York por 3,4 millones de dólares. Se espera que el edificio sea renovado para la ocupación de un solo inquilino.

## Arquitectura
Es uno de los mejores ejemplos sobrevivientes de arquitectura neobarroca romana del país, con una mezcla de Beaux Arts y algunos elementos del estilo neoclásico.
El edificio tiene 5 pisos y fue construido con cobre, granito y piedra. El exterior está profusamente adornado con esculturas. El interior está acabado en una variedad de maderas, mármoles, azulejos y mosaicos. Construido con piedra arenisca Berea, la fachada presenta una historia de sótano oxidada y una balaustrada entre los pisos tercero y cuarto. En la entrada principal, un amplio tramo de escaleras conduce a un pórtico de columnas corintias de dos pisos. La estructura cuenta con una torre central alta, de cuatro niveles, con techo inclinado, equilibrada por pabellones extremos. 
La escultura arquitectónica exterior, incluido el frontón de Anthony Wayne, fue ejecutada por el escultor de Detroit Edward Wagner. Las otras esculturas, dos cuadrigas, Victoria y Progreso y cuatro figuras en la torre, Ley, Comercio, Agricultura y Mecánica, fueron esculpidas por el escultor de Nueva York J. Massey Rhind, y realizadas por William H. Mullins, residente de Salem, Ohio, en 1903.
En el otro extremo del Campus Martius estaba el antiguo Ayuntamiento de Detroit, y adornaban el paisaje como si fueran dos sujetalibros.